# Engels College (Dowaai)

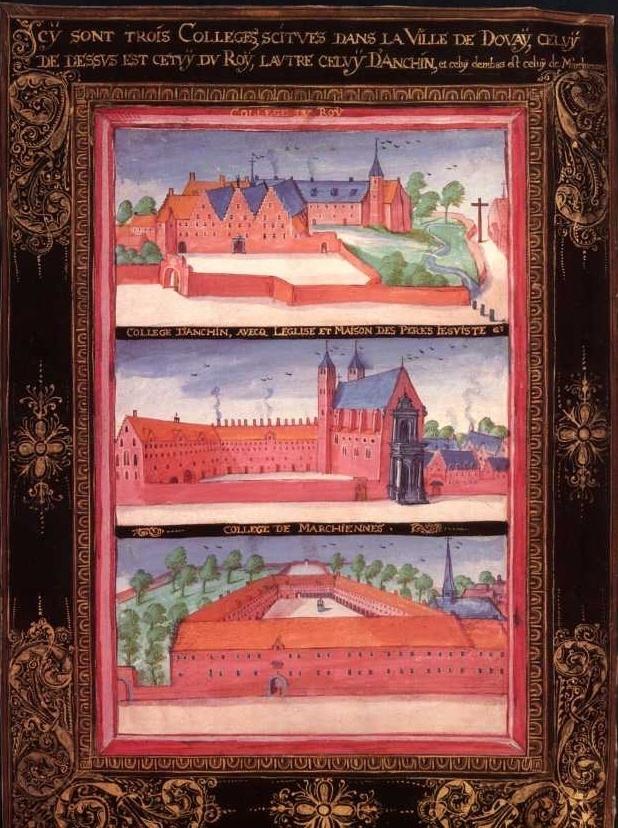
De drie "originele" colleges aan de Universiteit van Dowaai

Het Engels College in Dowaai (Engels: English College) (Frans: College des Grands Anglais) (Latijn: Collegium Anglorum Duacense) was een college en seminarie aan de Universiteit van Dowaai dat werd opgericht door kardinaal William Allen in 1568. Het college werd gesloten in 1793.
Op dit college en seminarie werd het Oude Testament van de Bijbel van Dowaai vertaald tussen 1582 en 1609. Vanuit dit college en seminarie werden ca. 320 priesters voor de Engelse Missie opgeleid, een derde daarvan werd vermoord in Engeland wegens hun geloof en zij staan bekend als de Martelaren van Dowaai.
De ontbinding van het college ten tijde van de Franse Revolutie leidde tot de oprichting van Crook Hall in de buurt van Lanchester in County Durham. Later werd dat St. Cuthbert's College en St Edmund's College in Ware. Geruchten gaan dat na de schadeloosstelling van de Eerste Franse Republiek, na haar beslaglegging en teruggave aan Engeland, zij indirect mee hebben betaald met de inrichting van het Royal Pavilion in Brighton, dat door de architect John Nash voor de latere koning George IV van het Verenigd Koninkrijk rond die tijd werd gebouwd.

## Geschiedenis

### Universiteit van Dowaai
Omdat men vanuit de Spaanse kroon rooms-katholieke grip op de Nederlanden wilde behouden en versterken kwamen paus Paulus IV en koning Filips II van Spanje met de pauselijke bul: Super Universas en stichtte ze de contrareformatorische Universiteit van Dowaai in 1559 (naast de nieuwe dertien bisdommen in de Nederlanden, Dowaai bleef deel uitmaken van het bisdom Atrecht). Deze universiteit werd formeel vorm gegeven in 1562. Naast dat deze universiteit functioneerde als een zusteruniversiteit voor Leuven, was ook de Engelse invloed met uitgeweken katholieken van de Universiteit van Oxford, na de troonsbestijging van de protestante koningin Elizabeth I van Engeland en de bestendiging van de Engelse Reformatie in 1558 van grote invloed op Dowaai.

### Een Engels College
William Allen kwam door de diaspora van vele Engelse katholieken in de Zuidelijke Nederlanden en het aangrenzende koninkrijk Frankrijk op het idee voor een seminarie voor Engelse katholieke priesters, gekoppeld met studies aan de universiteit. Het idee werd geopperd in een gesprek met en aangespoord door Doctor Jean Vendeville, tijdens hun gezamenlijke bedevaart naar Rome in 1567. Vendeville was destijds Regius hoogleraar kerkelijk recht aan de universiteit van Dowaai en werd later bisschop van Doornik. Het college begon definitief vorm te krijgen toen Allen op de Sint-Michaelsdag (29 september) van 1568 een huis huurde in Dowaai met zes initiële studenten. Later kwamen soortgelijke colleges ook tot stand aan dezelfde universiteit voor Schotse en Ierse katholieke geestelijken en tevens voor benedictijnen, franciscanen en jezuïeten.
Het doel van Allen en het college was om enkele van de vele Engelse katholieken die in ballingschap in verschillende landen van het continent leefden bijeen te brengen en hen faciliteiten te bieden om hun studie voort te zetten. (Het Engels College was in feite een katholieke universiteit van Oxford in ballingschap), aldus het produceren van een voorraad opgeleide Engelse katholieke geestelijken die klaar zijn voor de Engelse missie om Engeland terug te brengen tot de moederkerk van Rome. Tegelijkertijd was het college het eerste van het soort seminarie dat werd bevolen door het Concilie van Trente dat plaatsvond tussen 1545 en 1563 en kreeg het dus kort na zijn oprichting de pauselijke goedkeuring. Het werd ook onder de bescherming van koning Filips II van Spanje geplaatst , die het voorzag van een jaarlijkse toelage van 200 dukaten. Andere katholieke seminaries en studiehuizen van een Engels College op het Europese continent uit en voor Engeland en Wales waren die in Rome (sinds 1579), Valladolid (sinds 1589), Sevilla (sinds 1592) en Lissabon (sinds 1628).
Allens college in Dowaai had in de beginjaren geen vast inkomen en was het afhankelijk van particuliere giften uit Engeland en de vrijgevigheid van enkele lokale vriendschappelijke instituten, zoals de naburige abdijen van van Sint-Vaast in de Artesische hoofdstad Atrecht, het Henegouwense Anchin en het Zuid-Vlaamse Marsenne. Allen zette zijn eigen theologische studies voort en werd na het behalen van zijn doctoraat Regius professor aan de universiteit, hoewel hij zijn hele salaris aan het college schonk om het overeind te houden. Een paar jaar na de stichting vroeg Allen om reguliere financiering aan paus Gregorius XIII. In 1565 kende paus Gregorius het college een maandelijkse toelage toe van 100 gouden kronen per maand en dat werd uitbetaald tot aan de tijd van de Franse Revolutie.
Slechts een paar jaar na de oprichting had Allens persoonlijkheid en invloed meer dan 150 studenten naar de universiteit getrokken. Een gestage stroom controversiële werken uitgegeven aan dit Engels College in Dowaai, sommige door Allen zelf, andere door mannen als Thomas Stapleton en Richard Bristow. Het was op dit college dat de Engelse vertaling van de Bijbel, bekend als de Bijbel van Dowaai in 1609 werd voltooid. Het college kreeg echter tegenstand van de universiteit en de stad zelf in 1578 door de tijdelijke verovering van de calvinisten ten tijde van de Tachtigjarige Oorlog. Gevolg hiervan was dat alle Engelsen uit Dowaai werden verbannen en het college dat een tijdelijke basis vond aan de Universiteit van Reims. Reims stond onder de bescherming van het katholieke huis Guise. Het Engels College hield echter vast aan het huis in Dowaai en keerde er in 1593 terug, hoewel zonder Allen die was geroepen naar het Vaticaan en stierf daar op 16 oktober 1594.

### De Martelaren van Dowaai
De Contrareformatie in Engeland bleef uit doordat de katholieke bisschoppen die aangesteld waren tijdens het bewind van koningin Maria I van Engeland overleden of gevangen waren of in ballingschap leefden en oudere priesters stierven of overgingen tot het protestantisme, begon de Engelse missie en werden nieuwe priesters opgeleid in Dowaai uitgezonden naar Engeland om de bevolking weer terug te brengen naar de moederkerk of haar volgelingen te dienen. Echter bestond sinds 1584 in Engeland en Wales, de Wet tegen Jezuïeten en die stond gelijk aan hoogverraad, tenzij ze de "eed van trouw" zwoeren aan de koningin of binnen veertig dagen vertrokken naar het continent. Veel van hen werden geëxecuteerd en een deel terug verbannen naar het continent. Deze groep staat bekend als de Martelaren van Dowaai. Voor elke martelaar werd aan het college een speciale Requiemmis en dankzegging opgedragen. De eerste martelaar was Cuthbert Mayne en de laatste was Thomas Thwing in 1680. In totaal werden zo'n 320 priesters uitgezonden, 158 daarvan stierven wegens hoogverraad en 160 werden er verbannen. Tachtig van deze martelaren zijn in 1929 door paus Pius XI zalig verklaard.